# Capoeta antalyensis
La Capoeta antalyensis è una specie di pesce d'acqua dolce della famiglia delle Cyprinidae. Si trova solo in Turchia nei drenaggi dei fiumi Aksu e Köprüçay, che scorrono verso sud nel golfo di Antalya nel Mediterraneo. Vive in tratti di fiumi con rapide, ma si trova anche nei laghi. È minacciato dalla perdita del suo habitat.